# Seminari (reunió)
Un seminari és una reunió especialitzada de naturalesa tècnica i acadèmica, l'objectiu de la qual és dur a terme un estudi profund de determinades matèries amb un tractament que requereix una interactivitat entre els especialistes. Es consideren seminaris aquelles reunions que presenten aquestes característiques. El nombre de participants és limitat, en funció del seu coneixement de la matèria, exigint-se en general una quota d'inscripció.